# Drosophila quasiexpansa
Drosophila quasiexpansa är en tvåvingeart som beskrevs av Elmo Hardy 1965. Drosophila quasiexpansa ingår i släktet Drosophila och familjen daggflugor.
Artens utbredningsområde är Hawaii.